# Джироламо Рушеллі

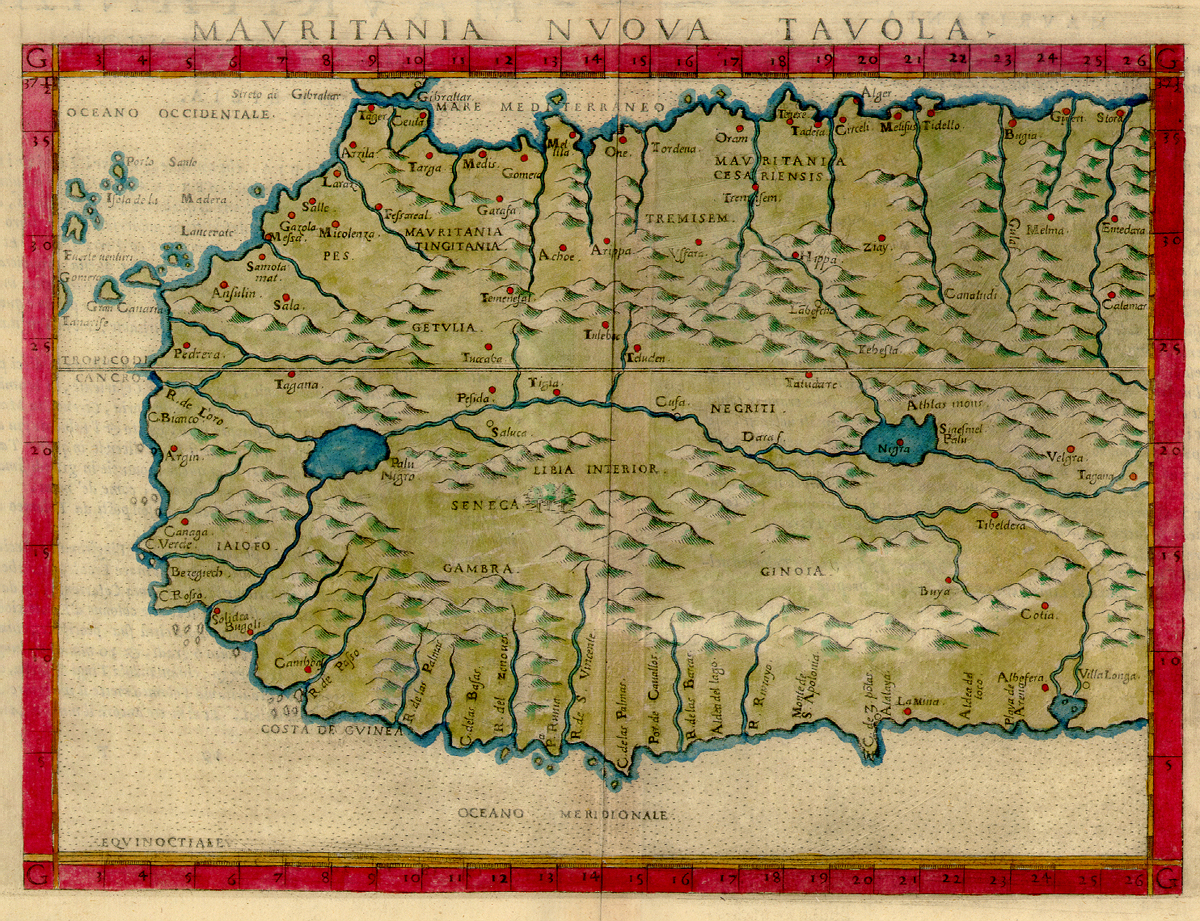
Карта Африки, складена Рушеллі

Джироламо Рушеллі (італ. Girolamo Ruscelli; 1520—1566) — італійський вчений, фізик, алхімік, географ та картограф.

## Основні праці
- «Lettera al Muzio in difesa dell'uso delle signorie» (Венеція, 1551),
- «Vocabolario generale di tutte le voci usate dal Boccaccio etc.» (1552),
- «Capitolo delle lodi del fuso» (1553),
- «Del modo di comporre in versi, nella lingua italiana, con un pieno ed ordinato rimario» (1559),
- «La Vita, di Jacopo Zane» (1561),
- «Le Imprese illustri, con espositioni e discorsi» (1566),
- «Indice degli uomini illustri» (1572),
- «Vocabolario delle voci latine con l'italiene, scelto da'migliori scrittori» (1588),
- «Supplimento alle Storie del suo tempo del Giovio» (1608).

## Карти України
Джироламо Рушеллі у 1561 р. видав карту «POLONIA ET HUNGARIA NUOVA TAVOLA» (Нова карта Польщі та Угорщини). Надрукована мапа у Венеції. Мапа цікава тим, що на ній присутні регіональні назви українських земель: Rossia Rossa (Червона Русь) на схід від Volhinia (Волині), Podolia (Поділля), Codimia (Кодимія). Червона Русь «Rossia Rossa» на мапі — Правобережна Україна. На карті вказаний Вишгород, а Київ — ні.
1561 р. Джироламо Рушеллі. Карта — «Moschovia Nuova Tavola» (Нова карта Московії). Як і в інших роботах Рушеллі, тут простежується чітко розмежування назв Русі і Московії. Правобережна Україна традиційно для автора позначено як Rossia Rossa (Червона Русь), а на півночі карти, біля Білого моря, є напис Rossia Bianca (Біла Русь).